# Mielichhoferia subclavitheca
Mielichhoferia subclavitheca är en bladmossart som beskrevs av Brotherus in Herzog 1916. Mielichhoferia subclavitheca ingår i släktet kismossor, och familjen Bryaceae. Inga underarter finns listade i Catalogue of Life.